# Ganterud
Ganterud är en ort i Fryksände socken i Torsby kommun i norra Värmland vid nordöstra stranden av sjön Velen. Mellan 1995 och 2010 avgränsade SCB bebyggelse i södra delen av Ganterud som småort under namnet Rådom och Ganterud. Vid avgränsningen 2010 och 2015 uppfylldes inte kraven för en småort men 2020 klassades bebyggelsen åter som en småort.